# Not Going Out
Not Going Out is een Britse komische serie bedacht door de komiek Lee Mack. Er wordt gebruik gemaakt van droge humor met veel woordspelingen en dubbelzinnigheden.

## Verhaallijn
De serie gaat over de luie Lee die samenwoont met de ex-vriendin van zijn beste vriend Tim. De twee gingen uit elkaar nadat Tim een scheve schaats reed met de 23-jaar jonge Emma. Lee ontwikkelt gevoelens voor Kate, de ex van Tim, waarmee hij samenwoont. Tim wil graag de brokken lijmen met zijn ex Kate.
In de tweede jaargang vertrekt Kate naar Amerika. Tims zus Lucy koopt de flat en trekt bij Lee in. Lee ontwikkelt weer gevoelens voor zijn flatgenote. Hij wil haar voor zich te winnen en probeert Tim daar bij te betrekken. Zijn hart stort Lee uit bij de kuisvrouw Barbara.
Tim gaat een relatie aan met de niet al te schrandere Daisy in de derde reeks. Lucy denkt eraan een Oost-Europese vluchteling te trouwen in een verstandshuwelijk maar uiteindelijk trouwt Barbara, de kuisvrouw, ermee. Lee's vader verschijnt ten tonele in een poging de relatie met zijn zoon te herstellen.
In de vierde jaargang raken Tim en Lee in een drugsdeal betrokken nadat Lee na een avondje uit een verkeerde jas meeneemt. Ze komen tot de ontdekking dat een van hun tweeën een dochter heeft. Lee geeft per ongeluk toelating om een pornofilm op te nemen in de flat. Op het einde van de jaargang geraakt Lee in een coma na een auto-ongeval.
Lee blijft achter Lucy aan zitten in de vijfde jaargang. Na een avondje doorzakken denken beiden dat ze samen geslapen hebben. Tim verhuist naar Duitsland voor een job in de zesde jaargang. Daisy gaat niet mee en blijft vriendschappelijke contacten onderhouden met Lee en Lucy. Ze brengt hen geregeld in moeilijkheden met haar ondoordachte daden. Zonder Tim luistert Lee dan maar naar Daisy's raad om tot een relatie met Lucy te komen. Lee staat verscheidene keren op het punt zijn gevoelens aan Lucy mee te delen maar besluit telkens op de laatste moment om het niet te doen.
In de zevende jaargang wordt Lee misleid door zijn gebuur Toby die hem wijsmaakt dat Lucy een date heeft. Daardoor verklaart Lee Lucy zijn liefde en vraagt haar ten huwelijk. Lee en Lucy trouwen in de laatste aflevering van de zevende jaargang.
De achtste jaargang speelt zich zeven jaar na het huwelijk af. Lucy en Lee hebben ondertussen drie kinderen. De vriendschap met de vroegere buurman Toby en diens vrouw Anna duurt voort. Daar komen ook verplichtingen bij tegenover de ouders van Lucy die de grootouders zijn van de drie kinderen. Lucy's vader loopt niet hoog op met Lee. Ook met Lee's vader vlot het niet. De volgende twee jaargangen bestaan uit de vele misverstanden die daaruit ontstaan.

## Jaargangen
De reeks werd tijdens de derde jaargang geschrapt. Na een petitie en een goede DVD-verkoop werd echter besloten ze verder te zetten.
In 2019 is besloten nog een elfde, twaalfde en dertiende jaargang te produceren.

## Karakters
| Karakter                   | Acteur             | Jaar        |
| -------------------------- | ------------------ | ----------- |
| Kate                       | Megan Dodds        | 2006        |
| Lee                        | Lee Mack           | 2006–       |
| Timothy Gladstone Adams    | Tim Vine           | 2006–12, 14 |
| Barbara Petrietskivadorski | Miranda Hart       | 2007–09     |
| Guy                        | Simon Dutton       | 2007, 2014  |
| Daisy                      | Katy Wix           | 2007–15     |
| Lucy Adams                 | Sally Bretton      | 2007–       |
| Geoffrey Adams             | Geoffrey Whitehead | 2007–       |
| Wendy Adams                | Deborah Grant      | 2007–       |
| Frank                      | Bobby Ball         | 2009–       |
| Toby                       | Hugh Dennis        | 2014–       |
| Anna                       | Abigail Cruttenden | 2014–       |
| Charlie                    | Finley Southby     | 2015–       |
| Benji                      | Max Pattison       | 2017–       |
| Molly                      | Francesca Newman   | 2017–       |